# Narodi svijeta M
Narodi svijeta M
Mạ. Ostali nazivi:
- Lokacija: Vijetnam
- Jezik/porijeklo:
- Populacija:
- Kultura:
- Vanjske poveznice:

Mađari. Ostali nazivi:
- Lokacija: Mađarska
- Jezik/porijeklo: mađarski, ugarski narodi
- Populacija (2007):
- Vanjske poveznice:

Maine, crnogorsko pleme u Primorju
Makedonci
- Lokacija: pretežno Makedonija (1,143,000), te još u 12 država: Grčka (250,000), Bugarska (203,000), Australija (74,000), Albanija (35,000), SAD (25,000). Nadalje u Poljskoj (7,700), Sloveniji (4,700), Crnoj Gori (3,100), Hrvatskoj (3,600) i Austriji (4,100).
- Jezik/porijeklo: govore makedonskim jezikom, članom slavenske grane indoeuropskih jezika. Porijeklom su od starih slavenskih plemena Rinhini, Sagudati, Smoljani, Draguviti, Brziti, Velegeziti, Strumljani, i Bajuniti ili Vajuniti koji su se na oovo tlo nastanili u 7. stoljeću, napose između 620. i 680. Među njima se razlikuje nekoliko lokalnih etničkih grupa: Torbeši, Mijaci, Brsjaci, Šopovi.
- Populacija (2007): 1,892,000 u 13 država
- Vanjske poveznice:

Maleševci, crnogorsko pleme u Hercegovini
Maltežani. Ostali nazivi:
- Lokacija: Malta
- Jezik/porijeklo: malteški. Semitski narodi
- Populacija (2007):
- Vanjske poveznice:

Mamhegi.
- Lokacija:
- Jezik/porijeklo: pripdaju Čerkezima
- Populacija:
- Kultura:
- Vanjske poveznice:

Mảng. Ostali nazivi:
- Lokacija: Vijetnam
- Jezik/porijeklo:
- Populacija:
- Kultura:
- Vanjske poveznice:

Mansi →Voguli
Maonan. Ostali nazivi:
- Lokacija: autonomna regija Quangxi, Kina
- Jezik/porijeklo: tajski jezik, većina poznaje i Mandarin i žuan (zhuang)
- Populacija: 71,968 (1990).
- Kultura: u nošnji pod jakim utjecajem Zhuanga. Poznati u izradi bambusovih šešira, dekoriranih crnim dizajnima.
- Vanjske poveznice: Maonan Peopke  Arhivirana inačica izvorne stranice od 1. prosinca 2007. (Wayback Machine)

Maori. Ostali nazivi:
- Lokacija: Novi Zeland
- Jezik/porijeklo: maorski. Polinezijski narodi
- Populacija (2007):
- Vanjske poveznice:

Mari →Čeremisi
Muaupoko. Ostali nazivi:
- Lokacija: Kapiti Coast, Novi Zeland
- Jezik/porijeklo:
- Populacija (2001): 1,836
- Vanjske poveznice:

Maya. Ostali nazivi:
- Lokacija:
- Jezik/porijeklo:
- Populacija (2007):
- Vanjske poveznice:

Mayo. Ostali nazivi:
- Lokacija:
- Jezik/porijeklo:
- Populacija (2007):
- Vanjske poveznice:

Mazahua. Ostali nazivi:
- Lokacija:
- Jezik/porijeklo:
- Populacija (2007):
- Vanjske poveznice:

Mazatec. Ostali nazivi:
- Lokacija:
- Jezik/porijeklo:
- Populacija (2007):
- Vanjske poveznice:

Menominee. Ostali nazivi:
- Lokacija:
- Jezik/porijeklo:
- Populacija (2007):
- Vanjske poveznice:

Mixtex. Ostali nazivi:
- Lokacija:
- Jezik/porijeklo:
- Populacija (2007):
- Vanjske poveznice:

Mjao. Ostali nazivi: Miao, Hmong
- Lokacija: Yunnan, Kina, Vijetnam, Laos, Tajland
- Jezik/porijeklo: mjao-jao, sinotibetski. Lokalne grupe: Hmong Vron ili Qing Miao  "šumski Mjao; Hmong Shuad: Waishu Miao, Biantou Miao, Mushu Miao i Shuixi Miao; Hmong Leng s Hmong Liab (Crveni Hmong); Hmong Dou ili Hongxian Miao; Hmong Dlex Nchab; Hmong Daw ili Bijeli Mjao; Hmong Bua ili Crni Hmong; Hmong Be ili Planinski Hmong.
- Populacija: 7,383,600 (Kina)
- Vanjske poveznice:

Mnong. Ostali nazivi: M'Nông
- Lokacija: Vijetnam
- Jezik/porijeklo:
- Populacija:
- Kultura:
- Vanjske poveznice:

Mohevci. Ostali nazivi: Мохевцы (Mohevcy; ruski)
- Lokacija: istočna Gruzija
- Jezik/porijeklo: gruzijski. Kartvelski narodi.
- Populacija (2007):
- Vanjske poveznice:

Moldavci. Ostali nazivi:
- Lokacija: Moldavija
- Jezik/porijeklo: moldavski, Romanski narodi
- Populacija (2007):
- Vanjske poveznice:

Mongoli. Ostali nazivi:
- Lokacija: Mongolija
- Jezik/porijeklo: mongolski,
- Populacija (2007):
- Vanjske poveznice:

Monguor →Du
Morača, crnogorsko pleme
Mordvini. Ostali nazivi: Mordva, Мордва
- Lokacija:
- Jezik/porijeklo:
- Populacija (2007):
- Vanjske poveznice:

Mtiuli. Ostali nazivi:
- Lokacija: istočna Gruzija
- Jezik/porijeklo: gruzijski. Kartvelski narodi.
- Populacija (2007):
- Vanjske poveznice:

Munda. Ostali nazivi:
- Lokacija: Indija, Bangladeš
- Jezik/porijeklo:
- Populacija (2007):
- Vanjske poveznice:

Mường. Ostali nazivi:
- Lokacija: Vijetnam
- Jezik/porijeklo:
- Populacija:
- Kultura:
- Vanjske poveznice:

Murut. Ostali nazivi:
- Lokacija: Sabah, Malezija.
- Jezik/porijeklo: Plemena:  Nabai, Bokan, Tagal, Nabas, Timogun.
- Populacija (2007):
- Vanjske poveznice:

Mabo   	Plateau, Nigerija
Iako   	Kaduna, Plateau, Nigerija
Mama   	Plateau, Nigerija
Mambilla   	Adamawa, Nigerija
Manchok   	Kaduna, Nigerija
Mandara (Wandala)   	Bomo, Nigerija
Manga (Mangawa)   	Yobe, Nigerija
Margi (Marghi)   	Adamawa, Bomo, Nigerija
Matakarn   	Adamawa, Nigerija
Mbembe   	Cross River, Enugu, Nigerija
Mbol   	Adamawa, Nigerija
Mbube   	Cross River, Nigerija
Mbula   	Adamawa, Nigerija
Mbum   	Taraba, Nigerija
Memyang (Meryan)   	Plateau, Nigerija
Miango   	Plateau, Nigerija
Miligili (Migili)   	Plateau, Nigerija
Miya (Miyawa)   	Bauchi, Nigerija
Mobber   	Bomo, Nigerija
Montol   	Plateau, Nigerija
Moruwa (Moro'a, Morwa)   	Kaduna, Nigerija
Muchaila   	Adamawa, Nigerija
Mumuye   	Taraba, Nigerija
Mundang   	Adamawa, Nigerija
Munga (Mupang)   	Plateau, Nigerija
Mushere   	Plateau, Nigerija
Mwahavul (Mwaghavul)   	Plateau, Nigerija
Mutumui (QLD), Mutpura (NT), Mutjati (QLD), Muthimuthi (NSW), Murunitja (WA), Murngin (NT), Muringura (NT), Murinbata (NT), Muragan (QLD), Muluridji (QLD), Morowari (NSW), Miwa (WA), Mitjamba (QLD), Mitaka (QLD), Mirning (WA), Miriwung (WA), Minjungbal (NSW), Minjambuta (VIC), Mingin (QLD), Minang (WA), Mimungkum (QLD), Milpulo (NSW), Mian (QLD), Menthajangal (NT), Meintangk (SA), Mbewum (QLD), Maung (NT), Matuntara (NT), Marulta (QLD), Marrago (QLD), Mariu (NT), Marithiel (NT), Marinunggo (NT), Maringar (NT), Marimanindji (NT), Marijedi (NT), Maridjabin (NT), Maridan (NT), Mariamo (NT), Mardudunera (WA), Marditjali (VIC), Maraura (NSW), Maranganji (QLD), Mara (NT), Mangarai (NT), Mangala (WA), Mandjindja (WA), Mandjildjara (WA), Mandi (WA), Mandara (WA), Mandandanji (QLD), Mamu (QLD), Malngin (WA), Maljangapa (NSW), Malgaru (WA), Malgana (WA), Malantji (QLD), Maithakari (QLD), Maikulan (QLD), Maikudunu (QLD), Maijabi (QLD), Maiawali (QLD), Maia (WA), Magatige (NT), Maduwongga (WA), Madoitja (WA), Madngela (NT), Madjandji (QLD).